# Graštica
Grashticë en albanais et Graštica en serbe latin (en serbe cyrillique : Граштица) est une localité du Kosovo située dans la commune/municipalité de Pristina, district de Pristina (Kosovo) ou district de Kosovo (Serbie). Selon le recensement kosovar de 2011, elle compte 433 habitants.

## Histoire
Sur le territoire du village se trouvent le site d'Arat, dont les vestiges remontent à l'âge du bronze, et les ruines d'une forteresse datant de l'Antiquité tardive ; ces deux sites sont proposés pour une inscription sur la liste des monuments culturels du Kosovo.

## Démographie

### Évolution historique de la population dans la localité
| 1948 | 1953 | 1961 | 1971 | 1981 | 1991 | 2011 |
| ---- | ---- | ---- | ---- | ---- | ---- | ---- |
| 701  | 731  | 857  | 906  | 930  | 912  | 433  |

|  |

### Répartition de la population par nationalités (2011)
En 2011, les Albanais représentaient 99,77 % de la population.